# Paaliaq (satélite)
Paaliaq, também conhecido como Saturno XX, é um satélite natural prógrado de Saturno. Foi descoberto por Brett J. Gladman, John J. Kavelaars, Jean-Marc Petit, Hans Scholl, Matthew J. Holman, Brian G. Marsden, Philip D. Nicholsone Joseph A. Burns em outubro de 2000, e recebeu a designação provisória S/2000 S 2. Foi nomeado em agosto de 2003.
Paaliaq tem cerca de 22 km de diâmetro, e orbita Saturno a uma distância média de 15 024 000 km em 687,54 dias, com uma inclinação de 41,770° e uma de excentricidade de 0,5402.
Paaliaq apresenta cores vermelho-claras e seu espectro infravermelho é similar ao de Siarnaq e Kiviuq, o que pode significar origem comum na quebra de um corpo maior.